# Danses (émission de télévision)
Danses (en russe : Танцы) est un concours télévisé de danse, produit par la société de production Comedy Club et diffusé sur la chaine TNT. D'une durée approximative de 1 heure 35 minutes, l'émission est diffusée tous les samedis à 21 heures 30, animée par deux danseurs professionnels, Egor Droujinine et Miguel, ainsi que par un invité célèbre. Les concurrents sont accueillis par la gymnaste Liaïssan Outiacheva.

## Concept de l'émission
Chaque émission se déroule dans une ville différente. Le jury, constitué des trois animateurs, sélectionne les meilleurs danseurs, originaires de la ville ou de plus loin. Les concurrents retenus participeront à la phase finale qui se déroulera à Moscou. L'émission est émaillée de courts montages rapides montrant les lieux, les monuments les plus emblématiques ou pittoresques de chaque ville, et présentant les candidats amenés à concourir. Tous les styles de danse sont représentés: danse contemporaine, danse de caractère, hip-hop, techno, même les gesticulations anarchiques parfois. La première ville visitée est Iekaterinbourg.

## Le jury
- Egor Droujinine, chorégraphe
- Miguel, chorégraphe
- Une personnalité du show-business

## Gains
Le gagnant remporte un montant de 3 000 000 de roubles.

## Les castings

### Émission 1:Iekaterinbourg
Elle est diffusée le 23 août 2014 et sa durée est de 1 heure 36 minutes. Le troisième juré est l'humoriste Sergueï Svetlakov, natif de la ville d'Iekaterinbourg.
| Ordre | Candidat                 | Originaire de  | Style                      | Choix du jury | Sur la chaîne TNT |
| ----- | ------------------------ | -------------- | -------------------------- | ------------- | ----------------- |
| 1     | Alissa Fox               | Iekaterinbourg | Contemporain               |               |                   |
| 2     | Lev Chourikov            | Aramil         | Possiblement Une Danse     |               |                   |
| 3     | Aliona Kalouguina        | Perm           | Disco                      |               |                   |
| 4     | Lilia                    | Iekaterinbourg | Contemporain               |               |                   |
| 5     | Olia Ice                 | Perm           | Moderne                    |               |                   |
| 6     | Irina Minlikaïeva        | Pervoouralsk   | Strip Plastic              |               |                   |
| 7     | Artiom Zakharov          | Krasnokamsk    | Afro Jazz                  |               |                   |
| 8     | Iouliana Boukholts       | Moscou         | Stepping                   |               |                   |
| 9     | Crazy Motion             | Omsk           | Danse de bal               |               |                   |
| 10    | Krasnaïa                 | Krasnoïarsk    | Contemporain               |               |                   |
| 11    | Lera Brouno              | Perm           | Quelque Chose De L'Âme     |               |                   |
| 12    | Vitali Savtchenko        | Kiev           | Chorégraphie contemporaine |               |                   |
| 13    | Olga Chalou              | Piatigorsk     | Strip Plastic              |               |                   |
| 14    | Show-Project Macha-Bykov | Perm           | Pole dance                 |               |                   |
| 15    | Ballet Exclusive         | Perm           | Danse irlandaise           |               |                   |
| 16    | Anastasia Issakova       | Noïabrsk       | Classique                  |               |                   |
| 17    | Emma Djem                | Bachkirie      | Danse De L'Âme             |               |                   |
| 18    | Adam                     | Moscou         | Expérimental               |               |                   |
| 19    | Robot                    | Moscou         | Electro Boogie             |               |                   |

### Émission 2:Novossibirsk
Elle est diffusée le 30 août 2014 et sa durée est de 1 heure 34 minutes. Le troisième juré est l'humoriste Sergueï Svetlakov.
| Ordre | Candidat            | Originaire de | Style                 | Choix du jury | Sur la chaîne TNT |
| ----- | ------------------- | ------------- | --------------------- | ------------- | ----------------- |
| 1     | Polina Zaretskaïa   | Krasnoïarsk   | Je M'Agite Simplement |               |                   |
| 2     | Talent              | Krasnoïarsk   | Popping               |               |                   |
| 3     | Keks                | Krasnoïarsk   | Vogue                 |               |                   |
| 4     | Vertiolka           | Novoaltaïsk   | Folklore russe        |               |                   |
| 5     | Ed                  | Perm          | Brake                 |               |                   |
| 6     | Max Metro           | Novossibirsk  | Locking               |               |                   |
| 7     | Ioulia Dorn         | Omsk          | C'est Du Classique    |               |                   |
| 8     | Nikolaï Kolombo     | Tomsk         | King Tut              |               |                   |
| 9     | Daria               | Novokouznetsk | Danse du ventre       |               |                   |
| 10    | Anastasia Biziaïeva | Novossibirsk  | Contemporain          |               |                   |
| 11    | Neo                 | Krasnoïarsk   | Danse De Neo          |               |                   |
| 12    | Vint                | Novossibirsk  | Vogue                 |               |                   |
| 13    | Nikita Skatov       | Novossibirsk  | Contemporain          |               |                   |
| 14    | Lerok               | Krasnoïarsk   | Locking               |               |                   |
| 15    | Saint               | Krasnoïarsk   | Locking               |               |                   |
| 16    | D-Man               | Novossibirsk  | Popping               |               |                   |
| 17    | SunEnergy           | Novossibirsk  | Popping               |               |                   |
| 18    | Ice Cream Crew      | Krasnoïarsk   | Booty Dance           |               |                   |
| 19    | Marina et Aleksandr | Kemerovo      | Moderne               |               |                   |
| 20    | Redi                | Kemerovo      | Booty Dance           |               |                   |
| 21    | Explosion 62        | Krasnoïarsk   | Street dance          |               |                   |
| 22    | Anastasia Nastaïeva | Novossibirsk  | Pole dance            |               |                   |

### Émission 3:Saint-Pétersbourg
Elle est diffusée le 6 septembre 2014 et sa durée est de 1 heure 35 minutes. Le troisième juré est l'humoriste Pavel Volia.
| Ordre | Candidat                       | Originaire de       | Style                           | Choix du jury | Sur la chaîne TNT |
| ----- | ------------------------------ | ------------------- | ------------------------------- | ------------- | ----------------- |
| 1     | Puzzle                         | Saint-Pétersbourg   | Break dance, hip-hop            |               |                   |
| 2     | Antochka Prosvirine            | Tchita              | Surprise                        |               |                   |
| 3     | Lioubava                       | Saint-Pétersbourg   | House                           |               |                   |
| 4     | Valeria Poutitskaïa            | Saint-Pétersbourg   | Danse du ventre                 |               |                   |
| 5     | Jane                           | Saint-Pétersbourg   | Moderne                         |               |                   |
| 6     | Zafar                          | Djizak, Ouzbékistan | Comme Jackson                   |               |                   |
| 7     | Aleksandr Volkov               | Saint-Pétersbourg   | Fusion, danse de salon          |               |                   |
| 8     | Funky                          | Tcheliabinsk        | Vogue                           |               |                   |
| 9     | Iouliana Volochina             | Saint-Pétersbourg   | Danse de salon, American Smooth |               |                   |
| 10    | Olga Koda                      | Saint-Pétersbourg   | Pole dance                      |               |                   |
| 11    | Dmitri Oleïnikov               | Saint-Pétersbourg   | Son Style                       |               |                   |
| 12    | Timofeï Pendik et Daniela Vaïs | Saint-Pétersbourg   | Contemporain                    |               |                   |
| 13    | Anna Panina                    | Bataïsk             | Dance-pop                       |               |                   |
| 14    | Sacha Pirogova                 | Saint-Pétersbourg   | Dancehall                       |               |                   |
| 15    | Jannet                         | Saint-Pétersbourg   | Flamenco                        |               |                   |
| 16    | Tatiana Timokhina              | Sosnovy Bor         | Strip Plastic                   |               |                   |
| 17    | Guecha Fetchova                | Saint-Pétersbourg   | Reggaeton                       |               |                   |

### Émission 4:Krasnodar
Elle est diffusée le 13 septembre 2014 et sa durée est de 1 heure 35 minutes. Le troisième juré est la présentatrice télé, actrice et chanteuse Olga Bouzova.
| Ordre | Candidat                              | Originaire de        | Style                                       | Choix du jury | Sur la chaîne TNT |
| ----- | ------------------------------------- | -------------------- | ------------------------------------------- | ------------- | ----------------- |
| 1     | W-Dance                               | Belgorod             | Jive                                        |               |                   |
| 2     | Samira                                | Maïkop               | Danse du ventre                             |               |                   |
| 3     | Ivan Korotki                          | Slaviansk-na-Koubani | Danse militaire                             |               |                   |
| 4     | Duettistes Mikhaïlets                 | Rostov-sur-le-Don    | Moderne                                     |               |                   |
| 5     | Islam                                 | Maïkop               | Belly Dance, Lezginka                       |               |                   |
| 6     | Kristina Matskevitch                  | Kertch               | Contemporain                                |               |                   |
| 7     | Buble Gum                             | Rostov-sur-le-Don    | Flexing                                     |               |                   |
| 8     | Maestro                               | Krasnodar            | Popping                                     |               |                   |
| 9     | Irina                                 | Rostov-sur-le-Don    | Belly Dance                                 |               |                   |
| 10    | Vind                                  | Azov                 | Hip-hop                                     |               |                   |
| 11    | MI-G.L                                | Aksaï                | Popping                                     |               |                   |
| 12    | Maria Keïsidi                         | Krasnodar            | Jazz Funk                                   |               |                   |
| 13    | Ivan Ichoïev                          | Krasnodar            | Popping, Gopak                              |               |                   |
| 14    | Alissa Donetsko                       | Krasnodar            | Vogue                                       |               |                   |
| 15    | Artourio Mochtchni                    | Iekaterinbourg       | Gogo                                        |               |                   |
| 16    | Anastasia Timochenko                  | Saint-Pétersbourg    | Quelque Chose D'Effrayant, Ballet classique |               |                   |
| 17    | Olga Streltsova + (Agnessa et Nastia) | Krasnodar            | Hip-hop                                     |               |                   |
| 18    | Show-Almazonix                        | Krasnodar            | Show Almazonix                              |               |                   |
| 19    | Batyr et Snejanna                     | Krasnodar            | Moderne                                     |               |                   |

### Émission 5:Kazan
Elle est diffusée le 20 septembre 2014 et sa durée est de 1 heure 35 minutes. Le troisième juré est constitué de deux invités: les humoristes Pavel Volia et Timur Batroutdinov.
| Ordre | Candidat                       | Originaire de  | Style                         | Choix du jury | Sur la chaîne TNT |
| ----- | ------------------------------ | -------------- | ----------------------------- | ------------- | ----------------- |
| 1     | Les frères Khabiboulline       | Kazan          | Folklore tatare               |               |                   |
| 2     | Assia Babina                   | Samara         | Danse de gestes               |               |                   |
| 3     | Violetta Ouvarova              | Saratov        | Gogo                          |               |                   |
| 4     | Nadejda Rojnova                | Nijni Novgorod | Samba                         |               |                   |
| 5     | Korolev and Dekker             | Saratov        | Danse Mix                     |               |                   |
| 6     | Danetchka                      | Samara         | Woman Style                   |               |                   |
| 7     | Lisa Roubleva                  | Saratov        | Danse Mix                     |               |                   |
| 8     | Khabibi                        | Bougoulma      | Pharaon                       |               |                   |
| 9     | Makara                         | Kazan          | Expérimental                  |               |                   |
| 10    | Fashion Ballet « Avatar Show » | Nijni Novgorod | Jazz Funk                     |               |                   |
| 11    | B-boy Lion                     | Penza          | Break dance                   |               |                   |
| 12    | Anastasia Koudratieva          | Samara         | Moderne                       |               |                   |
| 13    | Tatiana Iakovenko              | Moscou         | Moderne                       |               |                   |
| 14    | Sergueï et Iekaterina          | Nijni Novgorod | Electro Style                 |               |                   |
| 15    | Maria Kozlova                  | Samara         | Danse contemporaine, Waacking |               |                   |
| 16    | Ioulia Evdomakha               | Iochkar-Ola    | Danse Mix                     |               |                   |

### Émission 6: Retour sur les cinq semaines passées
Elle est diffusée le 27 septembre 2014 et sa durée est de 1 heure 36 minutes. Le programme présente quelques-uns des danseurs n'ayant pu apparaitre à la diffusion des émissions précédentes.
| Ordre | Ville hôte        | Candidat                                   | Originaire de      | Style                       | Choix du jury | Sur la chaîne TNT |
| ----- | ----------------- | ------------------------------------------ | ------------------ | --------------------------- | ------------- | ----------------- |
| 1     | Iekaterinbourg    | Polina et Réguina                          | Kogalym            | Contemporain                |               |                   |
| 2     | Iekaterinbourg    | Magdalena Voodoo                           | Krasnodar          | Vogue                       |               |                   |
| 3     | Iekaterinbourg    | Iana Jijina                                | Tcheliabinsk       | Jazz Funk                   |               |                   |
| 4     | Iekaterinbourg    | Anastasia Ponomareva                       | Iekaterinbourg     | Danse de bal                |               |                   |
| 5     | Iekaterinbourg    | Iouliana Kobtseva                          | Novossibirsk       | Contemporain                |               |                   |
| 6     | Krasnodar         | Zokhan                                     | Rostov-sur-le-Don  | King Tut                    |               |                   |
| 7     | Krasnodar         | Aleksandra Iatsenko                        | Krasnodar          | Expérimental                |               |                   |
| 8     | Krasnodar         | Era Gold                                   | Krasnodar          | Travesti                    |               |                   |
| 9     | Iekaterinbourg    | Kristina Moskalenko                        | Iekaterinbourg     | Chorégraphie                |               |                   |
| 10    | Iekaterinbourg    | Mister Fric                                | Bachkortostan      | Popping                     |               |                   |
| 11    | Iekaterinbourg    | Denis Kazets                               | Oufa               | Moderne                     |               |                   |
| 12    | Iekaterinbourg    | Egor Ioujakov                              | Tioumen            | Danse de bal                |               |                   |
| 13    | Iekaterinbourg    | FRG Crew                                   | Oufa               | Danse de bal                |               |                   |
| 14    | Iekaterinbourg    | Aliona Frolotchkina                        | Tioumen            | Théâtreuse                  |               |                   |
| 15    | Iekaterinbourg    | Ioulia Samoïlenko                          | Kiev               | Contemporain                |               |                   |
| 16    | Novossibirsk      | Lil'Good                                   | Novossibirsk       | Popping                     |               |                   |
| 17    | Novossibirsk      | Ornella                                    | Krasnoïarsk        | Contemporain                |               |                   |
| 18    | Novossibirsk      | Duettistes Piza                            | Irkoutsk           | Moderne                     |               |                   |
| 19    | Novossibirsk      | Anastasia Barkovskaïa                      | Kemerovo           | Moderne                     |               |                   |
| 20    | Novossibirsk      | Ioulia Gorokh                              | Kemerovo           | Moderne                     |               |                   |
| 21    | Novossibirsk      | Iouri Nikouline                            | Barnaoul           | Danse Mix                   |               |                   |
| 22    | Novossibirsk      | Elena Bakaleïnik                           | Novossibirsk       | Contemporain                |               |                   |
| 23    | Kazan             | Tatiana Michtchevitch                      | Oufa               | Danse actuelle              |               |                   |
| 24    | Kazan             | Stas Starovoïtov                           | Smolensk           | Panda Contemporain, Hip-hop |               |                   |
| 25    | Kazan             | Renat Khaïrouline                          | Neftekamsk         | Neo, Lezginka, Break        |               |                   |
| 26    | Novossibirsk      | Maksim Chirmankine                         | Novossibirsk       | Moderne                     |               |                   |
| 27    | Saint-Pétersbourg | Smetana                                    | Saint-Pétersbourg  | Vogue                       |               |                   |
| 28    | Saint-Pétersbourg | Aleksandr Tronov                           | Moscou             | Expérimental                |               |                   |
| 29    | Saint-Pétersbourg | Lena                                       | Kiev               | Chorégraphie actuelle       |               |                   |
| 30    | Saint-Pétersbourg | Mikhaïl Evgrafov                           | Saint-Pétersbourg  | Contemporain                |               |                   |
| 31    | Saint-Pétersbourg | Smi.2                                      | Novgorod la Grande | Stepping                    |               |                   |
| 32    | Saint-Pétersbourg | Sem                                        | Saint-Pétersbourg  | Freestyle                   |               |                   |
| 33    | Iekaterinbourg    | Karsounkine Artiom et Zadorojnaïa Viktoria | Moscou             | Danse de bal                |               |                   |

### Émission 7:Moscou(Partie 1)
Elle est diffusée le 4 octobre 2014 et sa durée est de 1 heure 35 minutes. Le troisième juré est la présentatrice télé, actrice et chanteuse Olga Bouzova.
| Ordre | Candidat               | Originaire de     | Style                   | Choix du jury | Sur la chaîne TNT |
| ----- | ---------------------- | ----------------- | ----------------------- | ------------- | ----------------- |
| 1     | Les frères Dragons     | Krasnodar         | Break dance             |               |                   |
| 2     | Ridi et Sveta          | Moscou            | Bollywood               |               |                   |
| 3     | Sergio                 | Moscou            | Nom Spécifié            |               |                   |
| 4     | Mania                  | Briansk           | Booty Dance, Dancehall  |               |                   |
| 5     | Ilia Klénine           | Rostov-sur-le-Don | Hip-hop                 |               |                   |
| 6     | Arseni Yo-yo Khorounji | Moscou            | Contemporain            |               |                   |
| 7     | Anna Tikhaïa           | Vladivostok       | Folklore russe, Hip-hop |               |                   |
| 8     | Sam Zaharoff           | Moscou            | Electro Dance           |               |                   |
| 9     | Sofi                   | Moscou            | Dancehall               |               |                   |
| 10    | Les futures stars      | Viazma            | Danse de cabaret        |               |                   |
| 11    | Mr. Pampido            | Saint-Pétersbourg | Show Lumineux           |               |                   |
| 12    | Anastasia Tchaguina    | Ijevsk            | Danse de cabaret        |               |                   |
| 13    | Nixon                  | Yalta             | Popping                 |               |                   |
| 14    | Anna Filippova         | Voronej           | Gogo                    |               |                   |
| 15    | Ilchat                 | Orenbourg         | Chorégraphie classique  |               |                   |
| 16    | Anton Panoufnik        | Vitebsk           | Contemporain            |               |                   |
| 17    | Pertchinka             | Moscou            | Grain De Poivre         |               |                   |
| 18    | Slava                  | Voronej           | Break dance             |               |                   |
| 19    | Galina Bob             | Moscou            | Danse de bal            |               |                   |

### Émission 8:Moscou(Partie 2)
Elle est diffusée le 11 octobre 2014 et sa durée est de 1 heure 34 minutes. Le troisième juré est l'humoriste Sergueï Svetlakov
| Ordre | Candidat             | Originaire de  | Style             | Choix du jury | Sur la chaîne TNT |
| ----- | -------------------- | -------------- | ----------------- | ------------- | ----------------- |
| 1     | Zlata Maslo          | Moscou         | Locking           |               |                   |
| 2     | Panda                | Moscou         | Popping           |               |                   |
| 3     | Vassili Kouzmitch    | Moscou         | Stepping          |               |                   |
| 4     | Art of Motion        | Elektrostal    | Locking           |               |                   |
| 5     | Elizaveta Sourova    | Vladimir       | Contemporain      |               |                   |
| 6     | Papson               | Cameroun       | Hip-hop           |               |                   |
| 7     | Elizaveta Droujinina | Moscou         | Libre Plasticité  |               |                   |
| 8     | Natalia Bachilova    | Moscou         | Moderne           |               |                   |
| 9     | Vaggui               | Erevan         | Danse Avec Ballon |               |                   |
| 10    | Siraj Djavadbekov    | Derbent        | Lezginka          |               |                   |
| 11    | Toumar KR            | Karakol        | Animation         |               |                   |
| 12    | Malevo               | Moscou         | Kizomba           |               |                   |
| 13    | Drama Queens         | Moscou         | Krump             |               |                   |
| 14    | Crazy Motion         | Omsk           | Crazy Motion Show |               |                   |
| 15    | Elis                 | Moscou         | Jazz Funk         |               |                   |
| 16    | Stas Litvinov        | Kiev           | Contemporain      |               |                   |
| 17    | Nelli                | Moscou         | Jazz Funk         |               |                   |
| 18    | Nina                 | Moscou         | Moderne           |               |                   |
| 19    | Boneless             | Moscou         | Popping           |               |                   |
| 20    | Ksenia Pavlenko      | Iekaterinbourg | Contemporain      |               |                   |
| 21    | Iana Kremneva        | Bataïsk        | Tribale           |               |                   |
| 22    | Evgueni Artemov      | Koudinovo      | Cri de l'Âme      |               |                   |
| 23    | Anna Andronova       | Moscou         | Pole dance        |               |                   |
| 24    | Reval                | Moscou         | Contemporain      |               |                   |
| 25    | Stassia              | Moscou         | Jazz Moderne      |               |                   |
| 26    | Ed                   | Perm           | Brake             |               |                   |

## Résultat des castings
Le casting se termine à Moscou. Au total ce sont 176 concurrents qui sont retenus. Ils se répartiront en deux équipes commandées par Egor Droujinine d'une part, et Miguel d'autre part.

## Faits marquants
Durant les castings, les jurés se sont à deux reprises levés au complet pour saluer les prestations des danseurs : 
- standing ovation à Krasnodar pour les « Duettistes Mikhaïlets » en danse moderne, sur la musique de « Outlands », du groupe Daft Punk,
- puis à Moscou pour le trio « Toumar KR », originaire de Karakol au Kirghizistan, pour son show  Animation.